# Оперний театр Гуанчжоу
Оперний театр Гуанчжоу (спрощ.: 广州大剧院; кит. трад.: 廣州大劇院; піньїнь: Guǎngzhōu dajùyuàn; ютпхін: jim2 zau1 daai6 kek6 jyun2) — новітній китайський оперний театр у Гуанчжоу, найбільший театр південної частини Китаю і третій — у Китаї (після Національного центру виконавських мистецтв в Пекіні і великого театру у Шанхаї.
Конкурс на найкращий проект будівлі театру було проведено у 2002 році, переможцем якого було оголошено проект британської архітекторки Захи Хадід. Урочисту церемонію закладання першого каменю проведено 2005. Вартість будівництва склала близько 1,38 млрд юанів (бл. 200 млн $). Відкриття театру відбулося у травні 2010 року оперою Дж. Пуччіні «Турандот», диригував Лорін Маазель.